# Nicholas Rowe (Dichter)

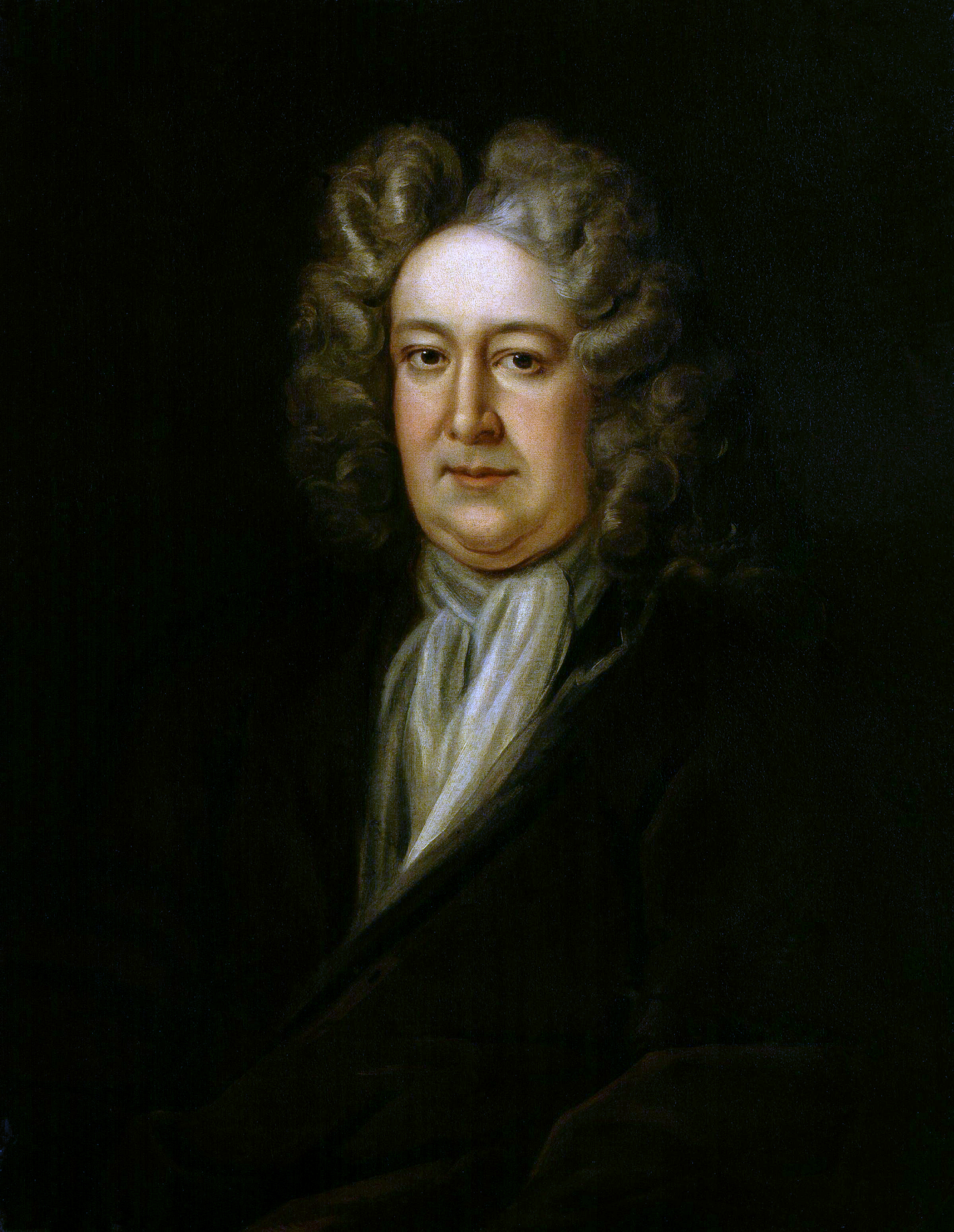
Nicholas Rowe

Nicholas Rowe (* vermutlich am 20. Juni 1674 in Little Barford in Bedfordshire; † 6. Dezember 1718 in London) war zu seiner Zeit ein bedeutender englischer Dichter und Dramatiker. Von 1715 bis zu seinem Tod 1718 war er englischer Hofdichter.

## Leben
Er entstammte einer altadeligen Familie aus Devonshire, die ihre Stammlinie bis ins Mittelalter zurückführte. Sein Vater gehörte der exklusiven Anwaltszunft der Serjeant of Law an, aus deren Reihen ausschließlich die Positionen an den höheren Gerichten besetzt wurden. Er besuchte zuerst eine private Grammar School in Highgate, wechselte aber auf Grund seiner Talente bald an die berühmte Westminster School nach London. 1688 ging er als King’s scholar nach Eton. Auf Drängen seines Vaters begann er 1691 eine Ausbildung als Anwalt im Middle Temple in London. Schon in seiner Jugend widmete er sich jedoch der Dichtkunst und schrieb Verse in Latein und Griechisch. Nach seinem Studium machte der begabte junge Mann schnell Karriere im Staatsdienst, die in der Position eines Unterstaatssekretärs gipfelte (1709–1711). Jedoch trat sein Engagement für die Dichtkunst immer mehr in den Vordergrund und erreichte ihren Höhepunkt, als Nicholas Rowe im Jahre 1715 (als Nachfolger von Nahum Tate) zum Poet laureate, dem staatlich bestellten Nationaldichter ernannt wurde. Als er 1718 starb, wurde er am 19. Dezember d. J. im britischen Pantheon, der Poets’ Corner in der Westminster Abbey, neben Chaucer bestattet.
Rowe war mit Alexander Pope befreundet. Seine eigenen Werke, in einer eleganten Sprache (überwiegend in elaboriertem Blankvers) verfasst, zum Teil moralisierend und nationales Pathos betonend, fanden zu seiner Zeit große Beachtung. So nannte Samuel Johnson seine Vers-Nachdichtung von Lucan eine der größten Schöpfungen englischer Sprache. Selbst Wieland adaptierte seine Stoffe. Sie sind heute jedoch weitgehend vergessen.

## Shakespeare-Edition
Im Jahre 1709 erstellte Rowe die erste moderne Gesamtausgabe der Werke Shakespeares. Der Verleger dieser sechsbändigen Ausgabe war Jacob Tonson. Rowe benutzte für seine Edition im Wesentlichen die vierte Auflage von Shakespeares First Folio aus dem Jahre 1685, griff für die Wiederherstellung einzelner Passagen in Hamlet, Romeo and Juliet, Henry V und King Lear jedoch auch auf frühere Textausgaben zurück. Er passte Rechtschreibung und Zeichensetzung der Stücke an zeitgenössische Regeln an, vervollständigte Bühnenanweisungen, fügte durchnummerierte Akt- und Szeneneinteilungen ein und legte für jedes Stück erstmals eine Liste der handelnden Personen an. Das Vorwort der Ausgabe enthält die erste Shakespeare-Biographie.

## Werke

### Gedichte
- A Poem upon the Late Glorious Successes of Her Majesty’s Arms (1707)
- Poems on Several Occasions (1714)
- Maecenas. Verses occasion’d by the honours conferr’d on the Right Honourable Earl of Halifax (1714)
- Ode for the New Year MDCCXVI (1716)

### Schauspiele
- The Ambitious Stepmother (1700), Komödie
- Tamerlane (1702), an Christopher Marlowe angelehnt, mit William III. als Tamerlan und Ludwig XIV. als Bajazid
- The Biter (1705)
- Ulysses (1705)
- The Royal Convert (1707)
- The Tragedy of Jane Shore (1714), Shakespeares Richard III. nachempfunden
- Lady Jane Grey (1715), ebenfalls Shakespeare nachempfunden

### Adaptionen und Übersetzungen
- The Fair Penitent (1702/1703), nach Philip Massinger Fatal Dowry
- Ajax (1714), nach Sophokles
- Eine Paraphrase über die Pharsalia von Lucan, ein Werk über den römischen Bürgerkrieg
- Caractères, Übersetzung des Werks von Jean de La Bruyère
- Callipaedia, Übersetzung des Werks von Claude Quillet

### Als Herausgeber
- Works of William Shakespear (1709). 6 Bände. Jacob Tonson, London.

### Vermischte Werke
- Memoir of Boileau, in einem Vorwort zu einer Übersetzung dessen „Lutrin“
- Some Account of the Life &c. of Mr. William Shakespear